# Секретёв, Александр Степанович
Александр Степанович Секретёв (1882, ст. Краснокутская — 8 мая 1931, Москва) — русский военачальник, один из старших командиров Добровольческой армии. Генерал-лейтенант (1919).

## Биография
Окончил Донской кадетский корпус (1899) и Николаевское кавалерийское училище (1901). Выпущен в Атаманский лейб-гвардии полк в чине хорунжего.
Добровольцем участвовал в Русско-японской войне в рядах 2-го Верхнеудинского полка ЗабКВ (02.04.1904–01.02.1906), был награждён орденом св. Владимира IV степени. Был ранен. После войны вернулся в Атаманский полк.
06 августа 1907 — вынужден был уйти в запас по болезни.
В 1911 году вернулся на службу и зачислен в 15-й Донской казачий полк. Занимался конным спортом, прекрасный спортсмен, занимал 1-е место на окружных скачках 2-го Донского округа.
В 1914-1917 годах участник Первой мировой войны. Дважды ранен. В чине подъесаула 16-й Донской отдельной казачьей сотни награждён Георгиевским оружием (ВП 09.03.1915). Последний чин и должность - полковник, помощник командира 24-го Донского казачьего полка. Август 1917 — произведён в Полковники.
20 сентября 1917 — 16 февраля 1918  —  Командир 24-го Донского казачьего полка, с которым и возвратился на Дон. По пути в Луганске попал в руки большевиков и избежал расстрела только благодаря случайности.
16 февраля 1918 — 25 марта 1918 — сидел в тюрьме ст. Каменской, освобождён после начала Донского восстания. 1 апреля 1918 — мобилизован восставшими казаками в станице Нижнечирской. 24 апреля 1918 — 20 августа 1918 — Командир 1-го конного полка Чирского фронта, участвовал во Всеобщем Донском восстании.
Май 1918 — март 1919 — Командир бригады с присвоением чина генерал-майора (1919). 20 августа 1918 — октябрь 1918 — Начальник Курмоярского отряда. 1 ноября 1918 — 12 мая 1919 — Начальник 12-й конной дивизии. В мае 1919 — Начальник конной группы из двух дивизий.
25 мая 1919 — Во главе конной группы прорвал оборону 15-й стрелковой дивизии Красной армии и у ст. Казанской соединился с окружёнными частями восставших казаков Верхнего Дона (см. Вёшенское восстание).
3 августа — 19 сентября 1919 — Участвовал в рейде 4-го Донского корпуса генерала К. К. Мамонтова по тылам Красных армий. 5 августа 1919 — нач. 1920 — Начальник 9-й Донской конной дивизии в 4-м Донском корпусе генерала Мамонтова, произведён в генерал-лейтенанты. Февраль 1920 — по решению совещания командиров частей, входивших в конную группу генерала А. А. Павлова, заменил последнего и командовал группой до эвакуации из Новороссийска.
Март 1920 — Руководил эвакуацией корпуса из Новороссийска в Крым. Май — ноябрь 1920 — В резерве Донского корпуса. В Ноябре 1920 в ходе Крымской эвакуации эмигрировал из Крыма в Турцию, затем в Болгарию (1921).
1922 — Примкнул к Союзу возвращения на Родину, созданному ГПУ. Подписал обращение «К войскам Белой армии» с призывом возвращаться в Советский Союз. Приказами по казачьим войскам и по РОВСу был исключён из списков всех казачьих частей и лишён права носить казачью форму. В январь 1923 года вернулся в СССР. Проживал в Москве. Служил инструктором кавалерийских курсов в Высшей пограничной школе ОГПУ. После расформирования школы демобилизован. Служил инструктором верховой езды при Новочеркасской школе красных курсантов.
14 августа 1930 — арестован по обвинению в принадлежности к т.н. казачьей контрреволюционной организации «Казачий блок». 3 апреля 1931 — Приговорён Коллегией ОГПУ по обвинению: подготовка вооруженного восстания и шпионаж. 8 мая 1931 — Расстрелян . Реабилитирован на основании ст.1 УПВС от 16.01.1989.

## Награды
- Орден Святого Владимира 4-й степени с мечами и бантом (01.11.1914)
- Георгиевское оружие (09.03.1915)